# Монте ди Прочуида
Монте ди Прочуида (итал. Monte di Procida) је насеље у Италији у округу Напуљ, региону Кампанија.
Према процени из 2011. у насељу је живело 12975 становника. Насеље се налази на надморској висини од 81 м.

## Становништво
| 1931. | 1936. | 1951. | 1961.  | 1971.  | 1981.  | 1991.  | 2001.  | 2011.  |
| ----- | ----- | ----- | ------ | ------ | ------ | ------ | ------ | ------ |
| 7.043 | 7.563 | 9.419 | 10.265 | 11.140 | 11.803 | 12.490 | 12.838 | 12.975 |